# Dureena Nafeel
Dureena Nafeel es un personaje de ficción del universo Babylon 5. Apareció por primera vez en la película Babylon 5: A Call to Arms y luego en la serie Crusade. El papel de Dureena estaba interpretado por la actriz Carrie Dobro.

## Biografía
Dureena nació en el seno de una familia humilde en el planeta Zander Prime. Las situación económica de su familia se deterioró hasta el punto en que tuvieron que venderla como esclava para sobrevivir. Acabó en Praxis 9, un planeta inhóspito fuera de la jurisdicción de las razas que acabarían uniéndose para formar la Alianza Interestelar. Las pocas ciudades del planeta, cubiertas por cúpulas que las protegen de las condiciones atmosféricas, sirven de punto de encuentro y distribución de todo tipo de negocios cuestionables. Junto con otros cuatro, consiguió escapar y salir al exterior del planeta, pero les alcanzaron y ella fue la única superviviente.
No se sabe cómo, pero con el tiempo recuperó su libertad y conoció a Mafeek, quien le enseñó el arte del latrocinio y la introdujo en el gremio de ladrones.
Cuando su planeta natal Zander Prime fue destruido durante la Guerra de las Sombras, Dureena quedó destrozada al verse convertida en la última de su especie y, habiendo abandonado las sombras y los vorlon el espacio conocido, ella concentró su odio en John Sheridan, el humano que había dirigido los esfuerzos coordinados de las distintas razas aliadas contra las sombras, por considerar que no había hecho lo suficiente por su mundo.
Con el tiempo sus vagabundeos la llevaron a la estación espacial Babylon 5, que había sido en su día el centro de operaciones de Sheridan en la Guerra de las Sombras. En realidad, había sido atraíada hacia allí por el tecnomago Galen, como parte de un plan para detener un inminente ataque drakh a la Tierra. Conoció así al capitán Leonard Anderson y al ahora presidente Sheridan, quien le habló de los drakh, la raza que había destruido su mundo por orden de las sombras. Entre los tres consiguieron evitar que los drakh le hicieran a la Tierra lo mismo que a Zander Prime, aunque la victoria no fue completa. Anderson y todos los tripulantes a bordo del Victory murieron, y los drakh consiguieron en un acto alternativo contaminar la atmósfera terrestre con una plaga creada por ingeniería genética que mataría a toda la población en 5 años.
Dureena ofreció entonces su ayuda a Sheridan en la búsqueda de una cura para la Tierra. Por un lado, no tenía a donde ir; por otro, cualquier cosa que significara evitar que los drakh se salieran con la suya le parecía bien. Y finalmente, quería aprender de Galen, tener poder para obtener una venganza más absoluta contra los drakh. Viendo su determinación y saber acerca de los Drakh y sabiendo además de sus aptitudes como ladrona que posiblemente tendría que utilizar para conseguir la cura, Matthew Gideon, responsable de encontrar la cura, la aceptó como miembro de su equipo.
Durante su misión en la Excalibur, capitaneada por Matthew Gideon, encontró algo que no esperaba en el planeta Theta 9: gente de su especie, cuyos antepasados habían sido llevados allí hacía 1000 años; una tribu perdida que era ahora todo lo que quedaba de su raza. Por desgracia, habían sido infectados por la Plaga Drakh, la misma que amenazaba la Tierra, lo que le dio nuevos motivos para continuar su misión a bordo del Excalibur.

### y después...
Crusade fue cancelada en ese punto, pero había ya escritos y planeados una serie de episodios que afectaban directamente al personaje de Dureena. Uno de ellos, Tried and True de Fiona Avery, ahondaba en la relación entre Dureena y su maestro, Mafeek, que le pedía explicaciones acerca de lo que estaba haciendo en una nave militar.
Durante el arco argumental conocido como La Trilogía de la Espada, Dureena iba a desaparecer misteriosamente de la nave, y volver al final del tercer episodio portando una espada y sin recordar nada de lo que le había ocurrido. La búsqueda de poder de Dureena, y su relación con la misteriosa espada, iba a ser uno de los puntos argumentales principales de la serie.